# المبارزة على الكراسي المتحركة في دورة الألعاب البارالمبية الصيفية 2024

المبارزة على الكراسي المتحركة

 المبارزة على الكراسي المتحركة في دورة الألعاب البارالمبية الصيفية 2024- أقيمت منافسات المبارزة على الكراسي المتحركة في دورة الألعاب البارالمبية الصيفية 2024 في باريس ،بفرنسا، في الفترة ما بين 3 و7 سبتمبر. بإجمالي ستة عشر(16) حدثًا: ثمانية(8) أحداث لكل من الرجال والنساء. من خلال الفئات A و B وقد تم استخدام سيف الأيبية والسابروسلاح الشيش في الأحداث الفردية وسيف الأيبية والشيش في أحداث الفرق. 

## التأهيل
يمكن لـلجان البارالمبية الوطنية NPC إدخال ما يصل إلى اثنين من المبارزين المؤهلين لكل حدث فردي. ويجب على المبارزين المؤهلين المشاركة على الأقل في ثلاث مسابقات دولية معتمدة من IWAS للمبارزة على الكراسي المتحركة في الفترة الممتدة ما بين 1/10/2022 إلى 31/05/2024. 

## المسابقات
| المنافشات                                              | التاريخ                        | المكان          |
| ------------------------------------------------------ | ------------------------------ | --------------- |
| بطولة الأمريكتين للمبارزة على الكراسي المتحركة 2022    | 22–25 أكتوبر 2022              | ساوباولو        |
| كأس العالم للمبارزة على الكراسي المتحركة               | 17–20 نوفمبر 2022              | إيغر            |
| البطولة الأوربية للمبارزة على الكراسي المتحركة 2022    | 29 نوقمبر 2022 – 4 ديسمبر 2022 | وارسو           |
| كأس العالم للمبارزة على الكراسي المتحركة 2023          | 14–17 يناير 2023               | واشنطن العاصمة  |
| كأس العالم للمبارزة على الكراسي المتحركة 2023          | 16–19 م 2023ارس                | بيزا            |
| كأس العالم للمبارزة على الكراسي المتحركة 2023          | 20–23 أبريل 2023               | نيم             |
| كأس العالم للمبارزة على الكراسي المتحركة 2023          | 6–9 يوليو 2023                 | وارشو           |
| كأس العالم للمبارزة على الكراسي المتحركة 2023          | 4–6 أغسطس 2023                 | ساو باولو       |
| كأس العالم للمبارزة على الكراسي المتحركة 2023          | 2–5 سبتمبر 2023                | بوسان           |
| بطولة العالم للمبارزة على الكراسي المتحركة 2023        | 2–8 أكتوبر 2023                | ترنة            |
| بطولة آسيا للمبارزة على الكراسي المتحركة 2023          | 23–28 أكتوبر 2023              | هانغتشو         |
| كأس العالم للمبارزة على الكراسي المتحركة 2023          | 5–8 ديسمبر 2023                | ناخون راتشاسيما |
| كأس العالم للكراسي المتحركة 2024                       | 11–14 يناير 2024               | كارديف          |
| كأس العالم للكراسي المتحركة 2024                       | 23–26 مايو 2024                | ساو باولو       |
| المبارزة على الكراسي المتحركة في المناطق الأوربية 2024 | 5–10 مارس 2024                 | باريس           |
| المبارزة على الكراسي المتحركة في المناطق الآسيوية 2024 | 24–28 أبريل 2024               | باتايا          |
| المبارزة على الكراسي المتحركة في مناطق الأمريكتين 2024 | 8–12 مايو 2024                 | سان خوسيه       |

### الحصص
الحد الأقصى للمشاركات لكل حدث ميدالية هو كما يلي.
| الحدث         | ذكر | أنثى |
| ------------- | --- | ---- |
| سيف الأيبيه A | 21  | 21   |
| سيف الأيبيه B | 21  | 21   |
| فريق الأيبيه  | 12  | 12   |
| الشيش A       | 21  | 21   |
| الشيش B       | 21  | 21   |
| فريق الشيش    | 12  | 12   |
| سابرA         | 21  | 21   |
| سابر B        | 21  | 21   |

## جدول الميداليات
*   البلد المضيف ( فرنسا)
| المرتبة | NPC             | ذهبية | فضية | برونزية | المجموع |
| ------- | --------------- | ----- | ---- | ------- | ------- |
| 1       | الصين           | 10    | 5    | 4       | 19      |
| 2       | تايلاند         | 3     | 1    | 1       | 5       |
| 3       | بريطانيا العظمى | 2     | 3    | 1       | 6       |
| 4       | ألمانيا         | 1     | 0    | 0       | 1       |
| 5       | بولندا          | 0     | 2    | 1       | 3       |
| 6       | إيطاليا         | 0     | 1    | 3       | 4       |
| 7       | أوكرانيا        | 0     | 1    | 2       | 3       |
| 8       | كوريا الجنوبية  | 0     | 1    | 0       | 1       |
| 8       | العراق          | 0     | 1    | 0       | 1       |
| 8       | المجر           | 0     | 1    | 0       | 1       |
| 11      | تركيا           | 0     | 0    | 1       | 1       |
| 11      | إسبانيا         | 0     | 0    | 1       | 1       |
| 11      | جورجيا          | 0     | 0    | 1       | 1       |
| 11      | فرنسا*          | 0     | 0    | 1       | 1       |
| المجموع | المجموع         | 16    | 16   | 16      | 48      |

## الحائزون على الميداليات

### أحداث الرجال
| الألعاب          | الفئة | الذهبية                                                       | الفضية                                                                  | البرونزية                                                               |
| ---------------- | ----- | ------------------------------------------------------------- | ----------------------------------------------------------------------- | ----------------------------------------------------------------------- |
| Individual épée  | A     | Sun Gang · الصين                                              | Piers Gilliver · بريطانيا العظمى                                        | Hakan Akkaya · تركيا                                                    |
| Individual épée  | B     | Dimitri Coutya · بريطانيا العظمى                              | Visit Kingmanaw · تايلاند                                               | Michał Dąbrowski · بولندا                                               |
| Team épée        | A–B   | الصين · Tian Jianquan · Sun Gang · Zhang Jie · Zhong Saichun  | العراق · زين العابدين المدخلي · عمار علي (مبارز) · حيدر العكيلي ·       | بريطانيا العظمى · Piers Gilliver · Dimitri Coutya · Oliver Lam-Watson · |
| Individual foil  | A     | Sun Gang · الصين                                              | Matteo Betti · إيطاليا                                                  | Zhong Saichun · الصين                                                   |
| Individual foil  | B     | Dimitri Coutya · بريطانيا العظمى                              | Feng Yanke · الصين                                                      | Hu Daoliang · الصين                                                     |
| Team foil        | A–B   | الصين · Sun Gang · Feng Yanke · Zhong Saichun · Tian Jianquan | بريطانيا العظمى · Oliver Lam-Watson · Piers Gilliver · Dimitri Coutya · | فرنسا · Ludovic Lemoine · Damien Tokatlian · Maxime Valet · Yohan Peter |
| Individual sabre | A     | Maurice Schmidt · ألمانيا                                     | Piers Gilliver · بريطانيا العظمى                                        | Edoardo Giordan · إيطاليا                                               |
| Individual sabre | B     | Feng Yanke · الصين                                            | Michał Dąbrowski · بولندا                                               | Zhang Jie · الصين                                                       |

### فعاليات نسائية
| الألعاب          | الفئة | الذهبية                                                    | الفضية                                                                               | البرونزية                                                                    |
| ---------------- | ----- | ---------------------------------------------------------- | ------------------------------------------------------------------------------------ | ---------------------------------------------------------------------------- |
| Individual épée  | A     | Chen Yuandong · الصين                                      | Kwon Hyo Kyeong · كوريا الجنوبية                                                     | Gu Haiyan · الصين                                                            |
| Individual épée  | B     | Saysunee Jana · تايلاند                                    | Kang Su · الصين                                                                      | Olena Fedota-Isaieva · أوكرانيا                                              |
| Team épée        | A–B   | الصين · Gu Haiyan · Zou Xufeng · Kang Su · Chen Yuandong   | أوكرانيا · Yevheniia Breus · Olena Fedota-Isaieva · Nataliia Morkvych · Nadiia Doloh | تايلاند · Aphinya Thongdaeng · Duean Nakprasit · Saysunee Jana ·             |
| Individual foil  | A     | Zou Xufeng · الصين                                         | Gu Haiyan · الصين                                                                    | Judith Rodríguez Menéndez · إسبانيا                                          |
| Individual foil  | B     | Saysunee Jana · تايلاند                                    | Xiao Rong · الصين                                                                    | بياتريس فيو · إيطاليا                                                        |
| Team foil        | A–B   | الصين · Chen Yuandong · Gu Haiyan · Xiao Rong · Zou Xufeng | المجر · Éva Hajmási · Zsuzsanna Krajnyák · Boglárka Mező · Amarilla Veres            | إيطاليا · Andreea Mogoș · Rossana Pasquino · Loredana Trigilia · بياتريس فيو |
| Individual sabre | A     | Gu Haiyan · الصين                                          | Kinga Dróżdż · بولندا                                                                | Nino Tibilashvili · جورجيا                                                   |
| Individual sabre | B     | Saysunee Jana · تايلاند                                    | Xiao Rong · الصين                                                                    | Olena Fedota-Isaieva · أوكرانيا                                              |

## روابط خارجية
- كتاب النتائج